# Natrijev cianid
Natrijev cianid je anorganska spojina s formulo NaCN. Gre za belo snov, topno v vodi. Cianid ima veliko afiniteto do kovin, kar je vzrok visoke toksičnosti te soli. Tudi njegova poglavitna uporaba v pridobivanju zlata temelji na visoki reaktivnosti s kovinami. Pri reakciji s kislinami se tvori strupen plin vodikov cianid. 

## Pridobivanje in kemijske značilnosti
Natrijev cianid se pridobiva z reakcijo vodikovega cianida z natrijevim hidroksidom: 
HCN  +  NaOH   →   NaCN  +  H2O
Svetovna proizvodnja v letu 2006  je bila ocenjena na 500.000 ton. 
V preteklosti se je uporabljal Castner–Kellnerjev proces, ki temelji na reakciji natrijevega amida z ogljikom pri povišani temperaturi.
NaNH2  +  C   →   NaCN  +  H2
Struktura trdnega NaCN je sorodna strukturi natrijevega klorida.Tako anioni kot kationi so šestkoordinatni. Kalijev cianid (KCN) ima podobno strukturo. Vsak natrijev kation (Na+) tvori 2 vezi π z dvema CN–-skupinama in po dve ukrivljeni vezi Na---CN in Na---NC.
Ker sol NaCN nastane iz šibke kisline, nastane s hidrolizo ponovno HCN; iz vlažne trdnine uhajajo majhne količine vodikovega cianida, ki ima vonj po grenkih mandeljnih (tega vonja ne zazna vsakdo, kar je odvisno od genetske predispozicije). NaCN hitro reagira z močnimi kislinami, pri tem se sprošča HCN. Ta nevarni proces predstavlja znatno tveganje, povezano z natrijevim cianidom. Detoksifikacija poteka s pomočjo vodikovega peroksida (H2O2), pri čemer nastaneta NaOCN in voda:
NaCN  +  H2O2  →  NaOCN  +  H2O

## Uporaba

### Rudarstvo

#### Zlatov natrijev cianid
Natrijev cianid se večinoma uporablja v rudarstvu za pridobivanje zlata in drugih plemenitih kovin. Ta postopek temelji na visoki afiniteti zlata (I) do cianida, pri čemer zlato oksidira in se raztopi v prisotnosti zraka in vode, saj se tvorita sol natrijevega zlatovega cianida (oziroma zlatovega natrijevega cianida) in natrijev hidroksid:
4 Au  +  8 NaCN  +  O2  +  2 H2O  →  4 Na[Au(CN)2]  +  4 NaOH
V podobnem postopku se uporablja sorodna spojina kalijev cianid (KCN), pri čemer se tvori kalijev zlatov cianid (KAu(CN)2). 
Obstajajo tudi nekatere druge metode za opisano ekstrahiranje zlata.

### Kemična surovina
Več komercialno pomembnih kemičnih spojin pridobivajo iz cianida, na primer cianurična kislina, klorcian in različni nitrili. V organskih sintezah se uporablja kot močan nukleofil pri pripravi nitrilov, na primer pri pridobivanju zdravilnih učinkovin.

### Druge oblike uporabe
Zaradi močne strupenosti se natrijev cianid uporablja na primer pri ubijanju ali paraliziranju živali (npr. pri t. i. cianidnem ribolovu, ki je marsikje prepovedan, in v posodah za lovljenje žuželk)

## Strupenost
Cianidne soli so med najhitreje delujočimi strupi. Cianid je močan zaviralec celičnega dihanja; deluje na mitohondrijsko citokromsko oksidazo in prepreči prenos elektronov. Posledično zavre presnovo in celično izrabo kisika. Zaradi anaerobne presnove nastopi laktična acidoza.